# Медаль заслуг Союза обороны
Медаль Заслуг Союза обороны (эст. Kaitseliidu teenetemedal) — ведомственная награда Союза обороны Эстонской Республики.
Медаль была учреждена 30 ноября 1997 года распоряжением председателя Союза обороны Эстонии и является наградой за заслуги перед Союзом обороны. 10 июня 1998 года были утверждены «Правила награждения и ношения медали». 25 мая 2013 года были утверждены новые Положение о наградах Союза обороны и их статуты.

## Положение о награде
Медаль учреждена в 4 степенях.
Члены Союза обороны награждаются медалью за выдающуюся продолжительную службу в рядах Союза: 3-й степенью — в течение 4—9 лет, 2-й степенью — в течение 10—15 лет, и 1-й степенью — от 16 и более лет.
Специальным классом медали могут быть награждены члены Союза, а также другие граждане и иностранцы, за какие-либо разовые выдающиеся заслуги перед Союзом обороны Эстонии.

## Описание
Все степени медали имеют одинаковый вид и отличаются металлом исполнения.
Медаль имеет форму овала, с широким ободом и прорезным пространством внутри обода. Высота овала 43 мм, ширина — 27 мм. По бокам имеются перехваченные лентами орнаментальные выступы, высотой 29 мм и шириной 2,5 мм. На обод нанесена вдавленная надпись «PRO PATRIA». Поверх обода закреплены меч, вертикально остриём вниз, и эмблема Союза обороны: взлетающий орёл, держащий в правой лапе меч, а в левой — позолоченный щит с гербом Эстонии (три леопарда голубой эмали). Высота эмблемы — 21,5 мм, ширина — 26 мм. В верхней части обода имеется ушко с кольцом, через которое медаль крепится к ленте.
Медаль 3-й степени бронзовая, меч и эмблема Союза обороны — посеребренные.
Медаль 2-й степени целиком посеребренная.
Медаль 1-й степени позолоченная, меч и эмблема Союза обороны — посеребренные.
Медаль специальной степени аналогична медали 1-й степени, но пространство внутри обода не прорезное, а покрыто оранжевой эмалью.
Лента медали шириной 34 мм василькового цвета, с белыми и оранжевыми полосками по центру: у 3-й степени — 4 белых по 1 мм и 3 оранжевых по 2 мм каждая, у 2-й степени — 3 белых по 1 мм и 2 оранжевых по 3,5 мм каждая, у 1-й степени — 2 белых по 1 мм и 1 оранжевая шириной 8 мм.
Лента медали специальной степени аналогична ленте медали 1-й степени, на которую закреплена круглая розетка диаметром 22 мм из ленты медали 3-й степени.
Награды Союза обороны Эстонии носятся после государственных наград Эстонии, наравне с ведомственными наградами.